# Aroldo (opera)
Aroldo è un'opera di Giuseppe Verdi in quattro atti su libretto di Francesco Maria Piave. Si tratta del rifacimento di Stiffelio, opera del 1850 nata dalla collaborazione con lo stesso librettista. La prima rappresentazione ebbe luogo con successo presso il Teatro Nuovo di Rimini il 16 agosto 1857.

## Cast della première
Gli interpreti della prima rappresentazione furono i seguenti:

| Personaggio | Interprete                             |
| ----------- | -------------------------------------- |
| Aroldo      | Emilio Pancani                         |
| Mina        | Marcellina Lotti della Santa           |
| Egberto     | Gaetano Ferri                          |
| Godvino     | Salvatore Poggiali                     |
| Briano      | Giovanni Battista Cornago              |
| Enrico      | Napoleone Senigaglia                   |
| Elena       | Adelaide Panizza                       |
| Direttore   | Angelo Mariani (direttore d'orchestra) |

## La composizione
Stiffelio aveva provocato l'intervento della censura a causa della storia incentrata su un pastore protestante tradito dalla moglie. Inoltre l'ambientazione tedesca non incontrava i gusti del pubblico italiano, anche se, come nota Julian Budden, l'opera ebbe comunque una limitata circolazione con il titolo cambiato in Guglielmo Wellingrode e col protagonista trasformato in primo ministro. Nel 1852 Verdi aveva rifiutato la proposta di scrivere un nuovo ultimo atto per il Wellingrode, ma nella primavera del 1856, in collaborazione con lo stesso librettista, Piave, decise di rivedere la storia e di apportare piccole modifiche e aggiunte alla musica.
La revisione fu ritardata fino al marzo del 1857, a causa della preparazione della versione parigina de Il trovatore e del lavoro di Verdi con Piave per il Simon Boccanegra. Quando il lavoro su Aroldo ebbe inizio, la prima rappresentazione venne pianificata per il successivo mese di agosto. L'ispirazione per l'ambientazione in Gran Bretagna nel Medioevo e per i nomi dei personaggi, il principale dei quali, Aroldo, divenne un crociato appena tornato dalla Terra santa, fu trovata in Harold: Last of the Saxon Kings, un romanzo di Edward Bulwer-Lytton; ma sono presenti anche suggestioni, variamente mescolate, da lavori di Walter Scott, in particolare The Betrothed del 1825 e La donna del lago (The Lady of the Lake) del 1810.
Considerevoli cambiamenti vennero apportati a Stiffelio. Il più importante fu l'aggiunta del quarto atto, con materiale che spinse il direttore Mariani a descriverlo all'editore Tito Ricordi come «una cosa stupenda; trovi una tempesta in esso con Coro pastorale, ed un Angele Dei trattato a canone di una fattura musicale felicissima». Lina divenne Mina; Stiffelio, come già ricordato, divenne Aroldo; Stankar fu trasformato in Egberto e Jorg, il basso, in Briano.
Quando Aroldo fu pronto per essere rappresentato, Ricordi avrebbe voluto Bologna come luogo della prima, ma Verdi era invece orientato per Rimini, che alla fine fu la prescelta. Più tardi l'opera fu rappresentata anche a Bologna, e successivamente a Torino e Napoli. L'accoglienza fu molto varia, e in particolare la rappresentazione a Napoli del 1859 si risolse in un fiasco. Fu soprattutto il pubblico, più che la censura, a trovare il lavoro inaccettabile, poiché la trasposizione di tempi e personaggi rispetto allo Stiffelio aveva minato la solidità dell'impianto drammatico.

## Trama
Epoca: il 1200 circa.
Scena: nei primi tre atti il castello di Egberto presso Kent; nel quarto atto le sponde del lago Lomond in Scozia.

### Atto I

#### Quadro I
Salotto nel castello di Egberto.
Aroldo, di ritorno da una Crociata, viene accolto dagli abitanti del castello. Quindi giunge Mina, turbata e tormentata dal rimorso, che confessa di avere tradito il marito Aroldo quando questi era in guerra (Ciel, ch'io respiri!...). Mina sta pregando per invocare l'aiuto del cielo quando entrano Briano e Aroldo; quest'ultimo è preoccupato per lo stato d'animo della moglie, il cui pensiero gli ha dato forza nel lungo periodo di assenza durante il quale ha combattuto i Saraceni. Rimasti soli, Aroldo spiega a Mina che Briano, ora suo fedele compagno, gli ha salvato la vita in combattimento presso Ascalona. Quando Aroldo prende la mano di Mina, è sorpreso nel vedere che ella non indossa l'anello che la madre dello stesso Aroldo le aveva regalato in punto di morte. Aroldo vorrebbe sapere dove si trova l'anello e cerca di scavare nei sentimenti della moglie, ma i due vengono interrotti dal ritorno di Briano, che annuncia l'arrivo di ospiti. Briano e Aroldo partono.
Giunge Egberto, il padre di Mina, e nota che la figlia sta scrivendo una lettera. Egberto, che sospetta di una relazione tra Mina e Godvino, suo ospite, le chiede se la lettera è destinata a Godvino. Impadronitosi della lettera ancora non terminata, Egberto ne legge le parole, dirette non a Godvino ma ad Aroldo (Di voi non son più degna!...) e capisce di non essersi ingannato. Egli vorrebbe che Mina mantenesse il segreto e si assicurasse l'amore di Aroldo (Duetto: Dite che il fallo a tergere) ma lei gli resiste. Egberto insiste e le chiede di obbedirgli e di cedere al suo volere (Duetto: Ed io pure innanzi agl'uomini): è suo dovere di moglie, Mina deve smettere di piangere e nessuno deve sospettare alcunché. Mina infine sembra cedere (Duetto: Or meco venite, il pianto non vale).

#### Quadro II
Fuga di stanze nel castello.
Godvino entra furtivamente in una sala, mentre una festa si sta svolgendo all'interno. Si lamenta di essere stato ignorato da Mina di cui è innamorato e infila una lettera, che vorrebbe fare avere all'amata, tra le pagine di un libro che può essere chiuso e di cui possiede la chiave. Godvino è stato osservato da Briano, entrato senza essere visto, che s'insospettisce. La sala è invasa dai convitati, tra i quali anche Godvino si confonde. Tutti esprimono la loro gioia per il ritorno di Aroldo.
Briano si avvicina ad Aroldo e gli rivela i suoi sospetti ma, tratto in inganno dall'abbigliamento simile dei due uomini, indica in Enrico, un cugino di Mina, l'autore della lettera, invece di accusare Godvino. Aroldo, furente, racconta la storia di un uomo che perpetrò un tradimento nascondendo una missiva in un libro (Aria: Vi fu in Palestina), e dice che nel libro, che indica, si racconta una storia simile. Chiede a Mina, che possiede una copia della chiave di aprirlo, ma al rifiuto di lei rompe il sigillo facendo cadere la lettera nascosta. Egberto riesce a raccoglierla prima di Aroldo, e si rifiuta di consegnarla al genero, che non esita a scagliarsi contro di lui incurante dell'età e delle proteste di Mina. Egberto, al corrente della vera situazione, chiede a Godvino di raggiungerlo al vicino cimitero, dove lo sfiderà a duello.

### Atto II
Antico cimitero del castello di Kenth.
Mina è sola nel cimitero, dove prega la defunta madre di aiutarla (Aria: Oh cielo!... ove son io!...). Quando sopraggiunge Godvino, chiede di essere lasciata sola e vorrebbe farsi restituire l'anello che gli aveva regalato. Godvino le dichiara ancora il proprio amore, mentre Mina sostiene di udire la voce della madre provenire dalla tomba (Aria: Ah, dal sen di quella tomba). Giunge Egberto, che scaccia Mina e chiede a Godvino di scegliere tra due spade; Godvino vorrebbe rifiutare il confronto con un uomo assai più anziano di lui, ma i crescenti insulti di Egberto lo inducono ad accettare e il duello comincia. Giunge però Aroldo, che impone loro di porre fine alla lotta. Aroldo tende la mano a Godvino, ma Egberto gli dice che sta stringendo la mano di chi lo ha tradito. Al ritorno di Mina, Aroldo si rende conto della situazione (Era vero?... ah no... è impossibile...). Egberto chiede ad Aroldo, furioso nei confronti di Mina, di punire la persona giusta, e Aroldo vorrebbe restituire la spada a Godvino e sfidarlo, ma Godvino rifiuta. Arriva Briano, che ricorda all'amico la necessità del perdono. Aroldo sviene.

### Atto III
Un'anticamera nel castello di Egberto.
Egberto si sente disonorato per non essere stato capace di vendicarsi (O spada dell'onor). Godvino è fuggito, lasciando una lettera con cui chiede a Mina di seguirlo, e per Egberto è come avere perso una figlia (Mina, pensai che un angelo ).
Egberto sta per tentare il suicidio, ma giunge Briano, annunciando che Godvino è stato catturato e verrà ricondotto al castello. Egberto, al pensiero della vendetta di nuovo possibile, viene preso da incontenibile gioia (Oh gioia inesprimibile).
Entrano Aroldo e Godvino, e Aroldo chiede al rivale cosa farebbe se Mina fosse libera. Mina viene convocata, e Aroldo chiede a Godvino di nascondersi e di ascoltare non visto il dialogo che seguirà. Aroldo spiega a Mina che partirà e che devono separarsi (Opposto e il calle che in avvenire), e aggiunge che ella potrebbe redimersi sposando l'uomo che ha conquistato il suo cuore, presentandole una lettera di divorzio. Mina la firma, dichiarando che essi sono ora reciprocamente liberi, ma dice anche che, nonostante tutto, non potrà mai essere di un altro uomo e che continuerà ad amare Aroldo. Su insistenza di Aroldo, Mina ammette che la relazione con Godvino è il frutto di un inganno di cui è stata vittima. Aroldo giura che Godvino morirà, rivelandole che il rivale è nella stanza accanto. Ma giunge Egberto impugnando una spada insanguinata: ha ottenuto la sua vendetta uccidendo Godvino. Briano conduce Aroldo in chiesa, mentre Mina resta sola invocando la pietà divina.

### Atto IV
Una valle nei pressi del lago Lomond.
Al tramonto, gruppi di pastori, cacciatori e mietitori si sono riuniti sulle sponde del lago e si allontanano cantando. Entrano Briano e Aroldo, e quest'ultimo confessa all'amico di amare ancora Mina. Si Mettono a pregare, ma comincia una tempesta, che risospinge i popolani verso il lago. Una barca che ha resistito a stento alla tempesta giunge a riva, e da essa scendono Mina ed Egberto. Cercando rifugio, Egberto bussa ad una porta e, con sua sorpresa, appare Aroldo, il quale è furioso, poiché lui e Briano si erano recati in questo luogo remoto senza assolutamente attendersi di rivedere Mina o il padre. Nonostante la contrarietà di Aroldo, Egberto lo supplica di rispettare Mina, pur se non vuole più esserne il marito. Mina cerca di calmare il padre (Pace, mio padre, calmati). Nella speranza di essere perdonata, ella prega Aroldo di volerla ascoltare un'ultima volta (Allora che gli anni avran domo il core). Si avanza allora Briano, pronunciando le celeberrime parole bibliche: Il sasso scagliato sia primo da quegli ch'è senza peccato. Aroldo scoppia in pianto, e, cedendo alle suppliche di Egberto e dello stesso Briano, concede il perdono alla moglie. Tutti esclamano: Trionfi la legge divina d'amor!!!, Mina ed Aroldo si abbracciano e sono nuovamente uniti.

## Numeri musicali
- Sinfonia

### Atto I
- 1 Introduzione e Aria di Aroldo
  - Coro Tocchiamo!... a gaudio insolito (Coro) Scena I
  - Scena Ciel, ch'io respiri!... (Mina) Scena II
  - Preghiera Salvami tu, gran Dio!!... (Mina) Scena II
  - Scena Egli viene!... (Mina, Aroldo, Briano) Scena III
  - Cavatina Sotto il sol di Siria ardente (Aroldo, Mina) Scena IV
  - Tempo di mezzo Ma!... lacrime ti grondano!... (Aroldo, Mina) Scena IV
  - Cabaletta Non sai che la sua perdita (Aroldo, Mina, Briano) Scena IV-V
- 2 Scena e Duetto di Mina ed Egberto
  - Scena Tosto ei disse!... (Mina, Egberto) Scena VI
  - Duetto Dite che il fallo a tergere (Egberto, Mina) Scena VI
  - Tempo di mezzo Basti adesso, quel pianto tergete (Egberto, Mina) Scena VI
  - Cabaletta Or meco venite, il pianto non vale (Egberto, Mina) Scena VI
- 3 Finale I
  - Scena O Mina, tu mi sfuggi (Godvino, Briano) Scena VII
  - Coro È bello di guerra dai campi cruenti (Coro) Scena VII
  - Scena Forse costui! (Briano, Aroldo, Egberto, Enrico, Coro) Scena VIII
  - Racconto Vi fu in Palestina tal uomo che indegno (Aroldo, Mina, Elena) Scena VIII
  - Settimino Oh, qual m'invade ed agita (Aroldo, Mina, Egberto, Briano, Godvino, Enrico, Elena, Coro) Scena VIII
  - Scena Non volete? Farollo io stesso (Aroldo, Mina, Egberto) Scena VIII
  - Stretta del Finale Chi ti salva, o sciagurato (Aroldo, Mina, Egberto, Godvino, Briano, Coro) Scena VIII

### Atto II
- 4 Scena e Aria di Mina
  - Scena Oh cielo!... ove son io!... (Mina) Scena I
  - Aria Ah, dagli scanni eterei (Mina) Scena I
  - Tempo di mezzo Mina!... - Voi qui!... (Godvino, Mina) Scena II
  - Cabaletta Ah, dal sen di quella tomba (Mina, Godvino) Scena II
- 5 Duetto, Quartetto e Finale II
  - Scena Io resto... - Aroldo allora saprà tutto (Godvino, Mina, Egberto) Scena III
  - Duetto Scegli... - Un duello? (Egberto, Godvino) Scena IV
  - Scena Qual rumore!... Un duello... (Aroldo, Godvino, Egberto, Mina) Scena V-VI
  - Quartetto Era vero?... ah, no... è impossibile... (Aroldo, Godvino, Egberto, Mina) Scena VI
  - Scena Dessa non è, comprendilo (Egberto, Aroldo, Godvino) Scena VI
  - Preghiera e Finale II Non punirmi, o Signor, nel tuo furore (Coro, Briano, Aroldo) Scena VI-VII

### Atto III
- 6 Scena e Aria di Egberto
  - Scena Ei fugge!... e con tal foglio (Egberto) Scena I
  - Aria Mina, pensai che un angelo (Egberto) Scena I
  - Tempo di mezzo Ah, si finisca... (Egberto, Briano) Scena II-III
  - Cabaletta Oh gioia inesprimibile (Egberto) Scena III
- 7 Scena e Duetto di Mina e Aroldo
  - Scena L'istante s'avvicina!... (Aroldo, Godvino, Mina) Scena IV-V
  - Duetto Opposto è il calle che in avvenire (Aroldo, Mina) Scena V
  - Tempo di mezzo Ma colui!... - Fu tradimento... (Aroldo, Mina, Egberto, Briano) Scena V-VI
  - Finale III Ah sì, voliamo al tempio (Aroldo, Mina) Scena VII

### Atto IV
- 8 Coro
  - Coro Cade il giorno... asil securo (Pastori, Donne, Cacciatori) Scena I
- 9 Scena e Preghiera
  - Scena Cantan felici!... ed io l'inferno ho in core!... (Aroldo, Briano) Scena II
  - Preghiera Angiol di Dio, custode mio (Aroldo, Briano) Scena II
- 10 Burrasca
  - Coro Al lago! Al lago! (Coro, Egberto) Scena III
- 11 Scena, Terzetto e Quartetto finale
  - Scena Bussate a quella porta... (Coro, Egberto, Mina) Scena III-IV-V
  - Terzetto Ah, da me fuggi, involati (Aroldo, Egberto, Mina) Scena V
  - Quartetto Allora che gli anni avran domo il core (Mina, Aroldo, Egberto, Briano, Coro) Scena VI

## Edizioni discografiche
| Anno | Cast (Aroldo, Mina, Egberto, Briano)                                     | Direttore e orchestra                                         | Etichetta                                                  |
| ---- | ------------------------------------------------------------------------ | ------------------------------------------------------------- | ---------------------------------------------------------- |
| 1951 | Vasco Campagnano, Maria Vitale, Rolando Panerai, Gian Felice de Manuelli | Arturo Basile, Orchestra Sinfonica e Coro di Torino della RAI | Audio CD: Istituto Discografico Italiano Cat: IDIS 6359/60 |
| 2001 | Neil Shicoff, Carol Vaness, Anthony Michaels-Moore, Roberto Scandiuzzi   | Fabio Luisi, Orchestra e coro del Maggio Musicale Fiorentino  | Audio CD: Phillips Cat: 462-512-2                          |
| 2003 | Gustavo Porta, Adriana Damato, Franco Vassallo Enrico Giuseppe Iori      | Piergiorgio Morandi, Orchestra della Fondazione Toscanini     | DVD: Bongiovanni Cat: AB20003                              |